# Фараго, Лайош
Лайош Фараго (венг. Faragó Lajos; 3 августа 1932 — 13 мая 2019) — венгерский футболист, выступавший на позиции вратаря, бронзовый призёр Летних Олимпийских игр 1960 года. Известен по выступлениям на клубном уровне за «Гонвед», после игровой карьеры долгое время проработал в тренерском штабе этой команды.

## Достижения

### Клубные
- Чемпион Венгрии: 1952, 1954, 1955
- Серебряный призёр чемпионата Венгрии: 1953, 1957-58
- Бронзовый призёр чемпионата Венгрии: 1958-59
- Финалист Кубка Венгрии: 1955
- Победитель Кубка Митропы: 1959

### В сборной
- Бронзовый призёр Олимпийских игр: 1960

### Личные
- Заслуженный спортсмен Венгерской Народной Республики: 1955[3]

## Матчи за сборную Венгрии
| Матчи за сборную Венгрии | Матчи за сборную Венгрии | Матчи за сборную Венгрии | Матчи за сборную Венгрии | Матчи за сборную Венгрии | Матчи за сборную Венгрии | Матчи за сборную Венгрии |
| ------------------------ | ------------------------ | ------------------------ | ------------------------ | ------------------------ | ------------------------ | ------------------------ |
| №                        | Дата                     | Оппонент                 | Счёт                     | Пропущенные голы         | Соревнование             |                          |
| 1                        | 8 декабря 1954           | Шотландия                | 4:2                      | 2                        | Товарищеский матч        |                          |
| 2                        | 29 мая 1955              | Шотландия                | 3:1                      | 0                        | Товарищеский матч        |                          |
| 3                        | 27 ноября 1955           | Италия                   | 2:0                      | 0                        | Кубок Центральной Европы |                          |
| 4                        | 19 февраля 1956          | Турция                   | 1:3                      | 3                        | Товарищеский матч        |                          |
| 5                        | 12 июня 1957             | Норвегия                 | 1:2                      | 2                        | Чемпионат мира (отбор)   |                          |
| 6                        | 16 июня 1957             | Швеция                   | 0:0                      | 0                        | Товарищеский матч        |                          |
| 7                        | 23 июня 1957             | Болгария                 | 4:1                      | 1                        | Чемпионат мира (отбор)   |                          |
| 8 (олимп.)               | 29 августа 1960          | Перу                     | 6:2                      | 2                        | Олимпийские игры         |                          |